# La Tosquilla
La Tosquilla es una población y una pedanía del municipio de Graus, Provincia de Huesca, Aragón; que se ubica al este de Torres del Obispo; haciendo casi límite con el municipio de Benabarre.
La población se ubica bajo las faldas del pico de la Tosquilla, que es el que da nombre al pueblo; donde en sus términos, desemboca el barranco de la Fonsanta en el Sarrón. Antiguo despoblado, el pueblo en si se trata de un núcleo de pocas casas rodeando una pequeña ermita; dedicado a San Antón de Padua; que según la leyenda, durante una tormenta, se llevaron al santo por esta zona y se cayó al suelo; entonces, la gente erigieron la ermita en ese lugar.
Estuvo despoblado hasta 2014; hasta que una familia se asentó en el núcleo; desde entonces, vive actualmente unas 6 personas. esto no es cierto porque yo soy habitante de la tosquilla y no sé a despoblado nunca es más hay referencias de 1600 de antepasados míos en el registro de la propiedad.